# Eurhynchium peyronelii
Eurhynchium peyronelii är en bladmossart som beskrevs av Ryszard Ochyra 1997. Eurhynchium peyronelii ingår i släktet sprötmossor, och familjen Brachytheciaceae. Inga underarter finns listade i Catalogue of Life.